# Stepove, Dolînska
Stepove (în ucraineană Степове) este un sat în orașul raional Dolînska din regiunea Kirovohrad, Ucraina.

## Demografie
Componența lingvistică a localității Bilșovîk
     Ucraineană (92,55%)
     Rusă (4,35%)
     Maghiară (1,24%)
     Alte limbi (0,62%)
Conform recensământului din 2001, majoritatea populației localității Stepove era vorbitoare de ucraineană (92,55%), existând în minoritate și vorbitori de rusă (4,35%) și maghiară (1,24%).